# John James Ingalls

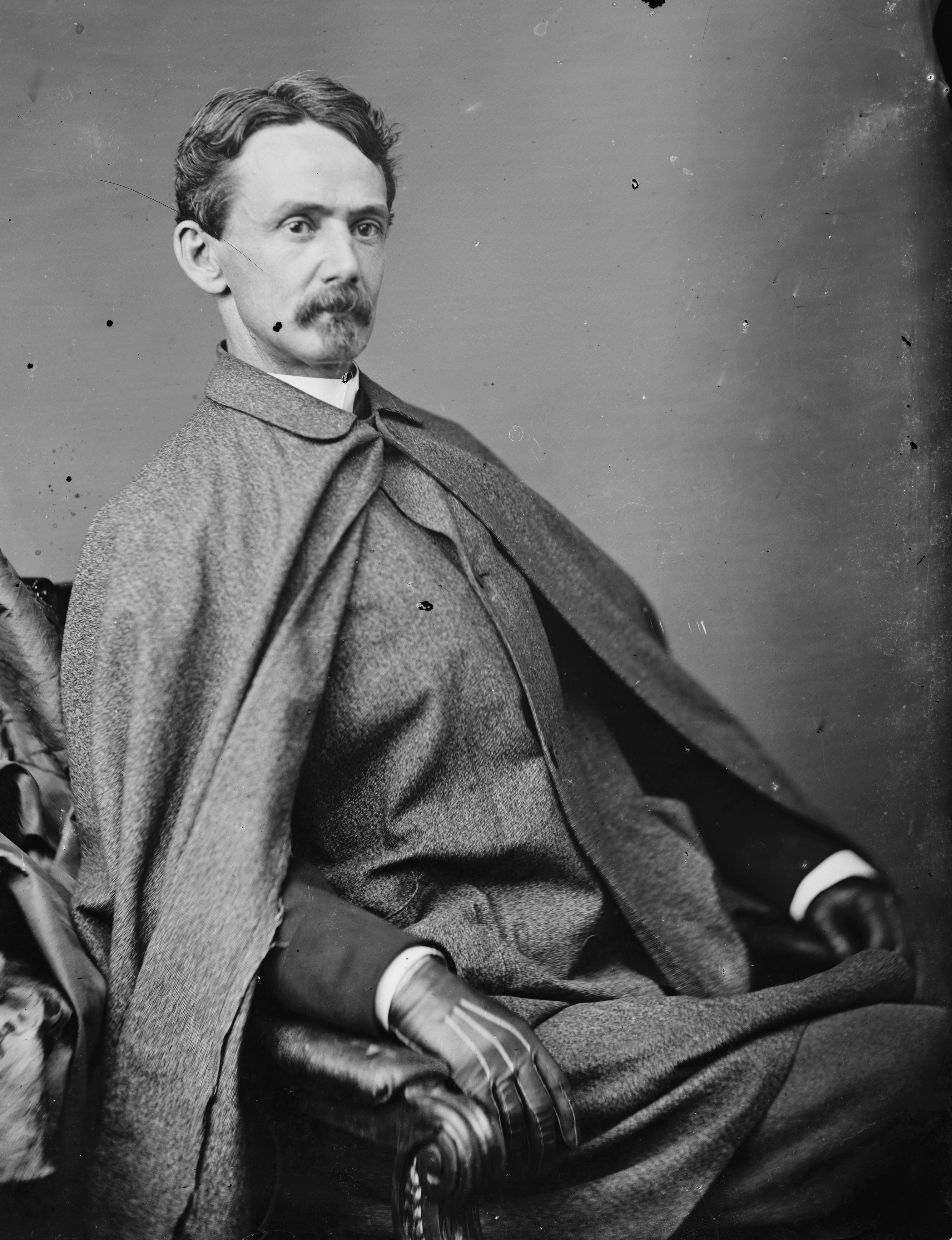
John James Ingalls

John James Ingalls (* 29. Dezember 1833 in Middleton, Essex County, Massachusetts; † 16. August 1900 in Las Vegas, New Mexico) war ein US-amerikanischer Politiker (Republikanische Partei), der den Bundesstaat Kansas im US-Senat vertrat.

## Leben
John James Ingalls besuchte die Schule in Haverhill, erhielt aber auch Privatunterricht. Er setzte seine Ausbildung auf dem Williams College fort, wo er 1855 graduierte. Seine Abschlussarbeit trug den Titel Mummy Life (Mumienleben) und stellte eine satirische Betrachtung des College-Alltags dar. Im Anschluss studierte er die Rechtswissenschaften und wurde 1857 in die Anwaltskammer aufgenommen.
1860 zog Ingalls ins Kansas-Territorium, wo er sich in Atchison niederließ. Er schloss sich der Anti-Sklaverei-Bewegung an und wirkte daran mit, nach dem Grenzkrieg Kansas zu einem sklavenfreien Staat zu machen. Als Mitglied des Verfassungskonvents von Wyandotte wird ihm zugeschrieben, das spätere Staatsmotto Ad Astra per Aspera vorgeschlagen zu haben.
Nach der Aufnahme Kansas’ in die Union wurde Ingalls Sekretär beim Staatssenat, dem er dann selbst im Jahr 1862 angehörte. Während des Bürgerkrieges diente er als Militärrichter (Judge advocate) in der Miliz von Kansas. Nationale Bekanntheit erlangte Ingalls mit seinen Artikeln für die in Atchison erscheinende Zeitung Freedom’s Champion.
Im Jahr 1873 wurde der Republikaner Ingalls schließlich in den US-Senat gewählt, wo er Samuel C. Pomeroy ablöste. Nach mehrfacher Wiederwahl verbrachte er 18 Jahre im Kongress, wobei er sich für die Rechte von Arbeitnehmern und Landwirten einsetzte. Er unterstützte auch den Interstate Commerce Act von 1887. Im selben Jahr wurde er zum Präsidenten pro tempore des Senats gewählt, was er bis zu seinem Abschied aus dem Parlament am 2. März 1891 blieb.
John James Ingalls starb im Jahr 1900 in New Mexico. Seine Statue, geschaffen von Charles Niehaus, wurde fünf Jahre später in der National Statuary Hall Collection im Kapitol in Washington, D.C. aufgestellt. Dort ist jeder Bundesstaat mit zwei Statuen bekannter Persönlichkeiten vertreten; neben Ingalls ist dies für Kansas der ehemalige US-Präsident Dwight D. Eisenhower. Es gibt auf politischer Ebene immer wieder Bestrebungen, den nur noch wenig bekannten Senator mit einem Abbild der verschollenen Flugpionierin Amelia Earhart zu ersetzen. Sein Sohn Sheffield (1875–1937) war zwischen 1913 und 1915 Vizegouverneur von Kansas.